# Herb gminy Walce
Herb gminy Walce – jeden z symboli gminy Walce.

## Wygląd i symbolika
Herb przedstawia na tarczy dzielonej w słup w (heraldycznie) prawym złotym polu znajduje się pół czarnego orła dynastii henryków domu Piastów Śląskich, ze srebrną przepaską przechodzącą przez skrzydło i pół piersi, z połową krzyża srebrnego na półksiężycu, z czerwonym językiem. A w polu (heraldycznie) lewym barwy błękitnej (niebieskiej) postać św. Walentego w spodniej srebrnej szacie, w złotym ornacie podbitym przy rękawach od spodu czerwienią, ze złocistym nimbem, rękami i twarzą w barwie cielistej. Postać zwrócona lekko w (heraldycznie) prawo. Przy krawędzi prawej, symbol jego męki - miecz ze srebrzystym ostrzem i złotą głownią (rękojeścią) w kształcie krzyża (tu pół krzyża) przytykając do wizerunku pół orła. 